# 県道152号 (台湾)
県道152号（けんどう152ごう）は、彰化県大城郷から南投県名間郷を結ぶ、全長48.2kmの台湾の県道である。

## 通過する自治体
- 彰化県
  - 大城郷
  - 竹塘郷
  - 埤頭郷
  - 渓州郷
  - 田中鎮
  - 二水郷
- 南投県
  - 名間郷

## 接続する道路
- 台17線
- 県道143号
- 台19線
- 県道143甲線
- 県道145号
- 台1線
- 県道141号
- 県道137号
- 台3線

## 施設
- 長安国小学校
- 中和国小学校
- 源泉国小学校